# Julie de Lespinasse
Jeanne Julie Éléonore de Lespinasse, conocida también simplemente como Julie de Lespinasse (Lyon, Francia, 9 de noviembre de 1732-París, 23 de mayo de 1776) fue una famosa salonnière u organizadora de un salón de reuniones sociales influyentes en París, en la Rue Bellechasse, a mediados del siglo XVIII.

## Biografía

### Un contexto familiar particular
Fue hija ilegítima del conde Gaspard Nicolas de Vichy, el hermano de la organizadora de otro famoso salón parisino, Marie de Vichy-Chamrond, conocida como la Marquesa Marie du Deffand (1689-1780). Su madre fue la condesa Marie-Camille-Diane d'Albon. Julie habría sido la mayor de los dos hijos que la pareja tuvo de forma ilegítima. Sin embargo, años después, Gaspard de Vichy quiso desposar a Diane d'Albon, hija de la condesa y, al mismo tiempo, su examante y madre de Julie y de su hermano. De este modo, Julie debía ser criada por su madre, pero la condesa de Albon, muere cuando la primera apenas tiene 18 años. Es por ello que Julie pasa a ser educada por la pareja formada por su padre y su media hermana, con quienes se quedará durante cuatro años.
Es a partir de esta extraña cohabitación cuando comienzan a hacerse fuertes los rumores de la paternidad de Gaspard, que fue confirmada en el siglo XX en una biografía sobre Mademoiselle de Lespinasse. Sin embargo, documentos encontrados por Pierre E. Richard en 2013 establecen que el verdadero padre de Julie sería un lionés de nombre Tourtier.
Julie, que fue abandonada por su supuesto padre y su media hermana, no tuvo más remedio que marcharse a un convento desprovista de otro lugar donde alojarse. Fue entonces cuando Madame du Deffand, dueña de un salón parisino bastante popular, convenció a su sobrina para acompañarla a París como su dama lectora y de compañía.

### El salón de Madame du Deffand
El salón de Marie du Deffand había ido creciendo hasta ser frecuentado por escritores y filósofos como Fontenelle, Montesquieu, Marmontel, Marivaux-Jean-Antoine Roucher y Condorcet. Sin embargo, una de las personas con la que más amistad tenía era D'Alembert. Julie se ve introducida en este mundo nuevo para ella y en el que se integró fácilmente gracias a su inteligencia y su habilidad para mantener conversaciones. Su espíritu vivo y su dulzura sedujeron rápidamente a los invitados de su tía, hasta el punto de que éstos abandonaban el salón para terminar las largas charlas en los aposentos de Julie. Madame du Deffand comenzó a sentirse celosa de su propia sobrina e incluso traicionada por ella, hasta el punto de echarla en 1763.

### El salón de Julie de Lespinasse
Así pues, Julie de Lespinasse abre su propio salón en 1764, ubicándolo en la Rue de Bellechasse. En él sigue recibiendo a Condillac, Condorcet y Turgot entre otros que solían visitarla al salón de su tía. Se podría decir que el salón de Julie fue el "laboratorio de la Encyclopédie", ya que ésta fue concebida allí. Fueron numerosos ilustrados los que sucumbieron al encanto de esta joven, de carácter ardiente y pasional, pero fue d'Alembert con quien Julie desarrolló una profunda amistad que aparentemente solo fue platónica. D'Alembert era hijo ilegítimo de la escritora Claudine Guérin de Tencin (1682 – 8 de diciembre de 1749) y el ya casi cincuentón Louis-Camus Destouches (1668 – 11 de marzo de 1726), oficial de Artillería premiado con la adscripción a algunas Órdenes Militares de Caballeros de Francia. Esta amistad duró toda la vida.
Julie fue amante del noble aragonés viudo José María Pignatelli de Aragón y Gonzaga (19 de abril de 1744 - ¿Burdeos?, Francia, 27 de marzo de 1774), 3.º Duque de Solferino, hijo de Joaquín Atanasio Pignatelli de Aragón y Moncayo de Heredia, 16.º Conde de Fuentes, embajador de España en París (1764–1772) y antes embajador de España en Lisboa (Caltanisetta, Italia, 2 de mayo de 1724 — Madrid, 13 de mayo de 1776) y de María Luisa Gonzaga. Ambos se enamoraron en 1766 y tenían planeado casarse, pero la familia Mora se opuso y consiguió que el matrimonio nunca se llevase a cabo. 
De vuelta a España, José María enfermó gravemente. Ambos intercambiaban correspondencia en el que se refleja un gran sentimiento amoroso. Para olvidar la angustia de la distancia, Julie frecuenta las casas de campo de numerosos amigos y conoce, en Moulin-Joli de Bezons, al coronel Guibert en 1772, de quien se enamora y por el que siente una gran pasión hasta su muerte aunque, aparentemente, éste solo sentía al principio una gran indiferencia por ella. Durante estos meses, Mademoiselle de Lespinasse comienza a sentir una gran culpabilidad nacida del amor hacia sus dos amantes ya que no podía decantarse por uno solo.
En 1774, José María Pignatelli vuelve a Francia para reunirse con ella pero muere, debido a la consunción tuberculosa, a los 29 años de edad. Poco antes, Guibert y Julie se habían convertido en amantes. Cuando ella se entera de esta coincidencia, la desesperación, la pena y los remordimientos empeoran su salud, llegando incluso a pensar en el suicidio tal y como refleja en algunas de sus cartas:

He sufrido, he odiado la vida, he invocado a la muerte y juro no despreciarla y recibirla al contrario como una liberadora.

Justo tras su muerte, Guibert  decide casarse con otra mujer, en 1775.
Mademoiselle de Lespinasse no sobrevivirá al matrimonio de Guibert: desesperada por el fracaso de ambas relaciones, muere a los cuarenta y tres años. Su correspondencia con Guibert será publicada por la viuda de este. Todas las cartas escritas por Julie constituyen un documento psicológico que reflejan perfectamente su personalidad, que se podría resumir en estas líneas:

Sólo hay una cosa que se resiste: la pasión, especialmente la del amor, ya que todo lo demás permanece sin réplicas (...) Tan sólo el amor, la pasión y la beneficencia me parecen las razones por las que merece la pena vivir.

## En la cultura
Diderot la convirtió en uno de los personajes de Le Rêve de D'Alembert.